# Kondor Island
Kondor Island (englisch; bulgarisch остров Кондор ostrow Kondor) ist eine felsige und in west-östlicher Ausrichtung 320 m lange sowie 140 m breite Insel vor der Nordküste von Nelson Island im Archipel der Südlichen Shetlandinseln. Sie liegt 2,45 km westlich des Cariz Point, 1,41 km nordnordöstlich des Baklan Point, 1,73 km ostnordöstlich von Withem Island und 110 m südwestlich von Fregata Island.
Britische Wissenschaftler kartierten sie 1968. Die bulgarische Kommission für Antarktische Geographische Namen benannte sie 2018 nach dem bulgarischen Trawler Kondor, der von den 1970er bis in die frühen 1990er Jahre für den Fischfang in den Gewässern um Südgeorgien, um die Kerguelen, um die Südlichen Orkneyinseln und um die Südlichen Shetlandinseln tätig war.